# (52231) Sitnik
(52231) Sitnik est un astéroïde de la ceinture principale.

## Description
(52231) Sitnik est un astéroïde de la ceinture principale. Il fut découvert le 5 septembre 1978 à Naoutchnyï par Nikolaï Tchernykh. Il présente une orbite caractérisée par un demi-grand axe de 2,24 au, une excentricité de 0,21 et une inclinaison de 4,0° par rapport à l'écliptique.